# Lehtovaara
Lehtovaara är en kulle i Finland.   Den ligger i den ekonomiska regionen  Kajana ekonomiska region  och landskapet Kajanaland, i den centrala delen av landet, 500 km norr om huvudstaden Helsingfors. Toppen på Lehtovaara är 209 meter över havet. Lehtovaara ligger vid sjön Ruuhijärvet.
Terrängen runt Lehtovaara är huvudsakligen platt. Runt Lehtovaara är det ganska glesbefolkat, med 29 invånare per kvadratkilometer. Närmaste större samhälle är Kajana, 10,7 km norr om Lehtovaara. 